# Harold Hardwick
Harold Hampton Hardwick (Balmain, Sydney, Nova Gal·les del Sud, 14 de desembre de 1888 – Rushcutters Bay, Nova Gal·les del Sud, 22 de febrer de 1959) va ser un esportista australià que va competir a començaments del segle xx. Va destacar en natació, on aconseguí tres medalles olímpiques, però també fou campió nacional de boxa de pes pesant, i jugador de rugbi. Posteriorment fou coronel de la Força Imperial australiana.

## Primers anys
Nascut a Balmain, Sydney, era fill de George Henry Hardwick i la seva dona Priscilla Hardwick. En Harold va començar a nedar de molt jove i amb 11 anys ja guanyava carreres. Amb 16 anys es proclamà campió de natació de Sydney. Simultàniament jugà a l'equip de rugbi de l'escola, on era el capità.

## Natació
El 1907, emprant la nova tècnica del crol, Hardwick va guanyar els campionats de 100 iardes de Nova Gal·les del Sud amb un temps de 61,6 segons. El 1909 fou segon al Campionat d'Australàsia en les 100 i 880 iardes, rere Cecil Healy i Frank Beaurepaire respectivament. El 1911 va guanyar els títols nacionals de 220, 440 i 880 iardes lliures. Aquell mateix any representà Austràlia al Festival de l'Imperi, un precedent dels Jocs de la Commonwealth, on guanyà el títol de les 110 iardes en estil lliure i el títol dels pesos pesats de boxa. Va romandre a Anglaterra per disputar el Campionat anglès de natació, on guanyà els títols de 100, 220 i 440 iardes d'estil lliure.
El 1912 va prendre part en els Jocs Olímpics d'Estocolm, on disputà quatre proves del programa de natació. En els relleus 4x200 metres lliures guanyà la medalla d'or, compartint equip amb Cecil Healy, Leslie Boardman i Malcolm Champion. En els 400 i 1.500 metres lliures guanyà la medalla de bronze, finalitzant en ambdós casos rere George Hodgson i John Hatfield. En els 100 metres lliures quedà eliminat en sèries. No va poder disputar les proves de boxa perquè aquells Jocs han estat els únics en què la boxa no fou olímpica.

## Rugbi i boxa
En tornar a Austràlia Hardwick va deixar de nedar a nivell internacional, i va diversificar els seus interessos, afiliant-se al Manly Surf Club, amb el qual va guanyar diversos campionats de l'estat. Alhora va jugar al rugbi a l'Eastern Suburbs RUFC de Sydney. El 1910 havia estat seleccionat per jugar amb l'equip de Nova Gal·les del Sud contra un equip de les universitats estatunidenques de gira per Austràlia.
El 1914 va guanyar el campionat amateur de pes pesant de boxa de l'estat de Nova Gal·les del Sud i el 1915 passà al professionalisme apadrinat pel promotor Reginald Baker i guanyà el campionat nacional del pes pesant. El 1916 va perdre el títol nacional en ser noquejat per Les Darcy.

## El servei militar
L'agost de 1917 es va incorporar a la Primera Força Imperial Australiana, servint a la Primera Guerra Mundial amb l'esquadró número 2 de sapadors a l'Orient Mitjà. Es llicencià l'octubre de 1918. Va mantenir una comissió a la milícia des de 1921 i durant la Segona Guerra Mundial, com a tinent coronel, va comandar el 1r de cavalleria 1940 i 1942, arribant al rang de coronel. Va morir d'una oclusió coronària el 22 de febrer de 1959.